# Rajcsányi Péter Kálmán
Rajcsányi Péter Kálmán (Siófok, 1947. január 7. – Budapest, 1999. május 17.) magyar közlekedésmérnök, tanár, üzemmérnök, politikus, országgyűlési képviselő.

## Életpályája

### Iskolái
Az általános iskolát és a gimnáziumot szülővárosában végezte el. Budapesten a Bánki Donát Műszaki Főiskola hallgatójaként üzemmérnöki diplomát kapott. Győrben a Széchenyi István Műszaki Főiskola hallgatójaként közlekedési-műszaki tanár szakon végzett.

### Pályafutása
Eleinte az olajiparban dolgozott; 6 évig beruházóként. Ezután a közlekedésben az oktatás, vizsgáztatás területére került. A Somogy Megyei Közlekedésfelügyelet osztályvezetője volt.

### Politikai pályafutása
1994-től a Fidesz tagja volt. 1998-ban a Területfejlesztési bizottság tagja, 1998–1999 között elnöke volt. 1998–1999 között az Európai integrációs albizottság tagja volt. 1998–2002 közötti ciklusban országgyűlési képviselő volt.
Halálát szívroham okozta.